# پروتئین‌های خانواده ساکس
پروتئین‌های خانواده ساکس (به انگلیسی Sox proteins) از انواع فاکتورهای لازم برای رونویسی هستند.

## انواع پروتئین‌های ساکس
پروتئین‌های ساکس به گروه‌های مختلفی تقسیم می‌شوند که در انسان و موش به شرح زیر است:
- ساکس اِی: فاکتور تعیین‌کننده بیضه
- ساکس بی ۱: ساکس ۱، ساکس ۲، ساکس ۳
- ساکس بی ۲: ساکس ۱۴، ساکس ۲۱
- ساکس سی: ساکس ۴، ساکس ۱۱، ساکس ۱۲
- ساکس دی: ساکس ۵، ساکس ۶، ساکس ۱۳
- ساکس ئی: ساکس ۸، ساکس ۹، ساکس ۱۰
- ساکس اف: ساکس ۷، ساکس ۱۷، ساکس ۱۸
- ساکس جی: ساکس ۱۵
- ساکس اچ: ساکس ۳۰

## نحوه ساخته شدن پروتئین‌های خانواده ساکس در سلول
پروتئین‌های خانواده ساکس از فعال شدن ژن‌های ساکس و رونویسی این ژن‌ها با فعالیت فاکتورهای رونویسی مربوط یعنی پروتئین‌های خانواده سی‌دی‌ایکس و در نهایت ترجمه آران‌ای به پروتئین در سلول ساخته می‌شوند.

### عملکرد پروتئین‌های خانواده ساکس در سیستم عصبی موش
پروتئین‌های خانواده ساکس از جمله پروتئین‌های ساکس ۹ و ۱۰ از مسیر Wnt فعال می‌شوند و در توسعه بخش‌های دم در جنین موش فعالیت دارند.

## برهم‌کنش پروتئین‌های ساکس با دیگر پروتئین‌ها

### برهم‌کنش پروتئین‌های ساکس با پروتئین‌های سی‌دی‌ایکس
پروتئین‌های ساکس با پروتئین‌های رونویسی دیگر از جمله پروتئین‌های سی‌دی‌ایکس برهم کنش دارند. در این میان پروتئین ساکس۲ با پروتئین سی‌دی‌ایکس ۱ برهم‌کنش فیزیکی دارد اما پروتئین ساکس۹ با پروتئین سی‌دی‌ایس ۱ چنین برهم کنشی را نشان نمی‌دهد.